# Béla Széchenyi

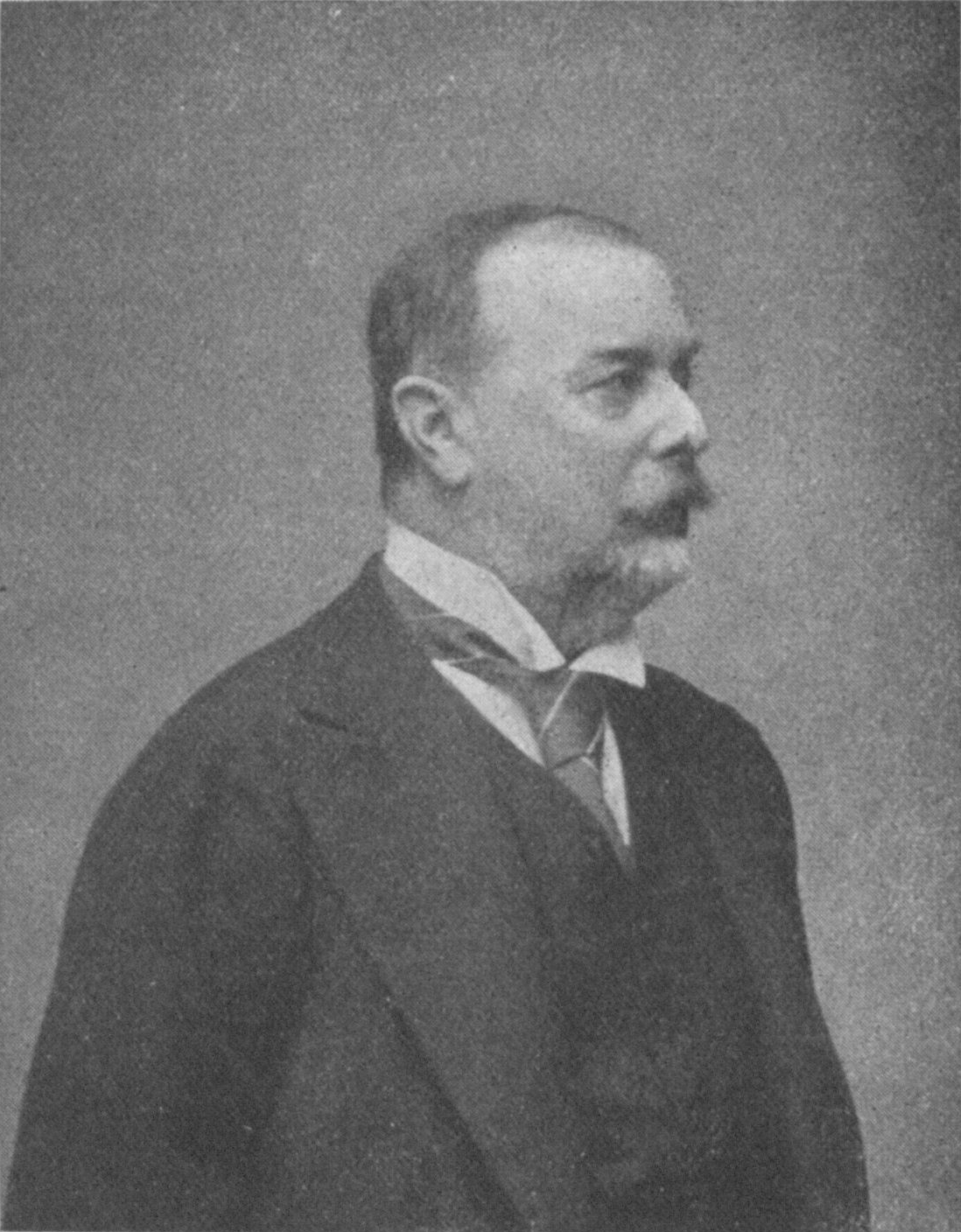
Béla Széchenyi.

Béla István Mária Széchenyi, född den 3 februari 1837 i Budapest, död där den 2 december 1918, var en ungersk forskningsresande, son till István Széchenyi.
Széchenyi företog 1877-80 tillsammans med ungerske geologen Lajos Lóczy och topografen Gustav Kreitner en expedition till Indien, Japan, Kina, Myanmar och Tibet, vars resultat publicerats i Die wissenschaftlichen ergebnisse der reise des graf en Béla Széchenyi in Ostasien 1877-80 (1893; även på ungerska i 3 band 1890-97). En populär skildring av resan har Kreitner lämnat i Im fernen Osten. Keisen des grafen Széchenyi 1877-80 (1881; "I fjärran Östern", 1885).